# USS Harry E. Hubbard (DD-748)
USS Harry E. Hubbard (DD-748) là một tàu khu trục lớp Allen M. Sumner được Hải quân Hoa Kỳ chế tạo trong Chiến tranh Thế giới thứ hai. Nó là chiếc tàu chiến duy nhất của Hải quân Mỹ được đặt theo tên Trung tá Hải quân Harry Hubbard (1903-1942), hạm trưởng tàu khu trục Meredith (DD-434), đã tử trận khi Meredith bị không kích từ tàu sân bay đối phương đánh chìm trong Chiến dịch Guadalcanal. Nó đã hoạt động cho đến hết Thế Chiến II, và tiếp tục phục vụ sau đó trong Chiến tranh Triều Tiên và Chiến tranh Việt Nam cho đến khi xuất biên chế và rút đăng bạ năm 1969. Nó bị bán để tháo dỡ năm 1970. Harry E. Hubbard được tặng thưởng một Ngôi sao Chiến trận do thành tích phục vụ trong Thế Chiến II, năm Ngôi sao Chiến trận khác trong Chiến tranh Triều Tiên, và thêm bảy Ngôi sao Chiến trận nữa trong Chiến tranh Việt Nam.

## Thiết kế và chế tạo
Harry E. Hubbard được đặt lườn tại xưởng tàu của hãng Bethlehem Steel Co., ở Staten Island, New York vào ngày 30 tháng 10 năm 1943. Nó được hạ thủy vào ngày 24 tháng 3 năm 1944; được đỡ đầu bởi cô Jean Hubbard, con gái Trung tá Hubbard, và nhập biên chế vào ngày 22 tháng 7 năm 1944 dưới quyền chỉ huy của Trung tá Hải quân Leonard W. Bailey.

## Lịch sử hoạt động

### 1944 - 1945
Trong vai trò soái hạm của Hải đội Khu trục 64, Harry E. Hubbard tiến hành huấn luyện cho thủy thủ đoàn của những con tàu mới, cho đến khi lên đường đi sang khu vực quần đảo Hawaii vào ngày 16 tháng 1 năm 1945. Nó tiếp tục đảm nhiệm vai trò tàu huấn luyện ngoài khơi Trân Châu Cảng cho đến ngày 17 tháng 4, khi nó đi sang vùng chiến sự, đi đến ngoài khơi Okinawa vào ngày 8 tháng 5, và đảm nhiệm vai trò cột mốc radar canh phòng nhằm cảnh báo sớm các đợt không kích tự sát bởi máy bay Kamikaze đối phương. Trong gần hai tháng làm công việc căng thẳng và nguy hiểm này, nó đã bắn rơi bốn máy bay đối phương.
Vào ngày 11 tháng 5, khi các tàu khu trục Evans (DD-552) và Hugh W. Hadley (DD-774) bị hư hại nặng do các cuộc tấn công tự sát của khoảng 50 máy bay Kamikaze, Harry E. Hubbard đã tiếp cận cặp bên mạn Evans để trợ giúp chữa cháy, kiểm soát hư hỏng và cứu chữa những người bị thương. Đến ngày 24-25 tháng 5, nó lại hỗ trợ tương tự cho tàu khu trục vận chuyển cao tốc Barry (APD-29), bắn rơi hai chiếc Kamikaze đang khi hộ tống cho Barry rút lui từ trạm canh phòng về Kerama Retto. Một máy bay Kamikaze chỉ bị hỏa lực phòng không con tàu bắn nổ tung khi chỉ còn cách nó 50 yd (46 m).
Harry E. Hubbard tiếp tục ở lại ngoài khơi Okinawa cho đến ngày 24 tháng 7. Sau khi Nhật Bản đầu hàng, nó hỗ trợ cho việc đổ bộ lực lượng chiếm đóng lên Jinsen, Triều Tiên, rồi đưa Tư lệnh Hải đội Khu trục 64 đến Chinkai, Triều Tiên để giám sát việc giải giáp căn cứ của Hải quân Đế quốc Nhật Bản tại đây. Nó quay trở lại Jinsen vào ngày 7 tháng 11, rồi đặt căn cứ tại Thanh Đảo, Trung Quốc để hỗ trợ cho hoạt động chiếm đóng phía Bắc Trung Quốc, làm nhiệm vụ vận chuyển nhân sự và thư tín giữa các cảng trong khu vực Hoàng Hải.
Harry E. Hubbard lên đường vào ngày 16 tháng 3, 1946 để quay trở về Hoa Kỳ, về đến San Francisco, California vào ngày 28 tháng 3. Con tàu được đại tu tại Oakland, California để chuẩn bị ngừng hoạt động, rồi được cho xuất biên chế tại San Diego, California vào ngày 15 tháng 1, 1947. Nó nằm trong thành phần Hạm đội Dự bị Thái Bình Dương cho đến khi được tái biên chế vào ngày 14 tháng 5, 1949, nhưng không hề ra khơi cho đến khi lại xuất biên chế vào ngày 12 tháng 12, 1949.

### Chiến tranh Triều Tiên
Sau khi Chiến tranh Triều Tiên nổ ra khiến Hải quân Hoa Kỳ thiếu hụt số tàu chiến sẵn sàng hoạt động, Harry E. Hubbard được cho nhập biên chế trở lại vào ngày 27 tháng 10, 1950 dưới quyền chỉ huy của Hạm trưởng, Trung tá Hải quân Burres D. Wood. Sau khi hoàn tất chạy thử máy dọc theo bờ biển California, nó rời San Diego vào ngày 2 tháng 1, 1951 để huấn luyện trong hai tháng tại vùng biển Hawaii, rồi lên đường hỗ trợ cho lực lượng Liên Hợp Quốc đang chiến đấu tại Triều Tiên. Ngoài nhiệm vụ hộ tống bảo vệ các tàu sân bay nhanh trong hoạt động không kích các mục tiêu đối phương, nó còn trực tiếp bắn phá các tuyến đường tiếp liệu và đầu mối giao thông dọc bờ biển cũng như bắn hỏa lực hỗ trợ cho cuộc chiến trên bộ tại các khu vực Yongdae, Wonsan, Songjin, Chingjin, Kyoto, Ohako, Bokuko và Chuminjin. Khi Walke (DD-723) bị hư hại nặng do trúng thủy lôi ngoài khơi Wonsan vào ngày 11 tháng 6, nó đã tiếp cận để giúp khắc phục hư hỏng và trợ giúp y tế cho chiếc tàu khu trục chị em.
Harry E. Hubbard quay trở về vùng bờ biển California vào tháng 10 để đại tu, và sau khi hoàn tất nó thực hiện một lượt phục vụ khác cùng Đệ thất Hạm đội ngoài khơi Triều Tiên từ tháng 7 đến tháng 12, 1952. Nó quay trở về San Diego vào tháng 1, 1953, nhưng lại lên đường vào ngày 11 tháng 7, bảo vệ cho các tàu sân bay tuần tra tại Triều Tiên sau khi đạt được một thỏa thuận ngừng bắn giữa các phe tham chiến. Xen kẻ với một nhiệm vụ tuần tra tại eo biển Đài Loan, nhiệm vụ này hoàn tất vào ngày 13 tháng 1, 1954, khi nó lên đường quay trở về Hoa Kỳ. Con tàu được đại tu tại San Diego, rồi tiếp tục huấn luyện ôn tập dọc theo vùng bờ Tây.
Từ năm 1954 đến năm 1966, Harry E. Hubbard còn thực hiện thêm chín lượt biệt phái sang hoạt động tại khu vực Viễn Đông cùng Đệ thất Hạm đội. Nó rời San Diego cho lượt đầu tiên vào ngày 11 tháng 8, 1954, và từ ngày 6 đến ngày 13 tháng 2 đã tham gia hỗ trợ cho cuộc triệt thoái binh lính Trung Hoa dân quốc khỏi quần đảo Đại Trần dưới hỏa lực đạn pháo của lực lượng Trung Cộng. Vào tháng 5, 1955, nó tham gia Chiến dịch WIGWAM, một vụ thử nghiệm bom nguyên tử ngầm dưới nước cách 500 mi (800 km) về phía Tây Nam San Diego, California. Trong tháng 10 và tháng 11, 1956, con tàu được cử sang tuần tra tại khu vực Bắc Thái Bình Dương vào lúc diễn ra vụ Khủng hoảng kênh đào Suez. Sau đó con tàu còn tham gia các cuộc tập trận phối hợp với các nước thành viên thuộc Khối SEATO, tuần tra eo biển Đài Loan, và tại Guam trong tháng 6, 1960 đã hai lần bảo vệ dọc tuyến đường bay nhân chuyến đi sang Viễn Đông của Tổng thống Dwight D. Eisenhower.

### Chiến tranh Việt Nam
Khi xảy ra Sự kiện vịnh Bắc Bộ vào ngày 2 tháng 8, 1964, Harry E. Hubbard đang có mặt tại biển Đông hộ tống cho tàu sân bay Ticonderoga (CV-14). Bốn máy bay tiêm kích F-8 Crusader đã được chiếc tàu sân bay phái đi hỗ trợ cho tàu khu trục USS Maddox trong vụ đụng độ với ba tàu phóng lôi của Hải quân Nhân dân Việt Nam.
Harry E. Hubbard quay trở về Long Beach vào ngày 28 tháng 10, 1964, trải qua một năm tiếp theo hoạt động dọc theo vùng bờ Tây. Nó khởi hành vào tháng 10, 1965 để hướng sang Việt Nam, và cùng với tàu tấn công đổ bộ Valley Forge (LPH-8) hỗ trợ cho hai cuộc đổ bộ của Thủy quân Lục chiến trong tháng 11 và tháng 12, 1965. Trong những tháng tiếp theo, nó hộ tống cho các tàu sân bay Kitty Hawk (CVA-63) và Hancock (CVA-19) tiến hành các phi vụ không kích xuống Bắc Việt Nam, hoạt động như tàu canh phòng cảng tại Đà Nẵng, và đã tiêu phí hơn 1.000 quả đạn pháo 5-inch xuống những mục tiêu đối phương dọc theo bờ biển Nam Việt Nam. Nó quay trở về Long Beach, California vào ngày 7 tháng 4, 1966.
Harry E. Hubbard còn tiếp tục phục vụ thêm hai lượt nữa trong Chiến tranh Việt Nam, từ tháng 4 đến tháng 8, 1967, và từ tháng 8, 1968 đến tháng 1, 1969. Nó được cho xuất biên chế vào ngày 17 tháng 10, 1969, và rút tên khỏi danh sách Đăng bạ Hải quân cùng ngày hôm đó. Con tàu bị tháo dỡ vào năm 1970.

## Phần thưởng
Harry E. Hubbard được tặng thưởng một Ngôi sao Chiến trận do thành tích phục vụ trong Thế Chiến II, năm Ngôi sao Chiến trận khác trong Chiến tranh Triều Tiên, và thêm bảy Ngôi sao Chiến trận nữa trong Chiến tranh Việt Nam. Nó chia sẻ danh hiệu Đơn vị Tưởng thưởng Hải quân cùng Đội đặc nhiệm 77.5 khi hỗ trợ những hoạt động trong vịnh Bắc Bộ vào tháng 8 năm 1964.